# 제5회 아시아 국제 청소년영화제
제5회 아시아 국제 청소년영화제는 2009년 6월 3일에 열린 시상식이다.

## 수상 및 후보

### 온누리상
- 그때는 어렸다 - 矣님님 수상

### 된바람상- 하늬부
- 170mm - 변성빈 수상

### 된바람상- 높새부
- 피노키오 - 장영석 수상

### 흔들바람상- 하늬부
- 진욱시대 - 오연주 수상

### 흔들바람상- 높새부
- 올려다 보면 하얀 - 倒떼亶 수상

### 산들바람상- 하늬부
- Sky is Blue - 최나라 외2명 수상

### 산들바람상- 높새부
- 날아라, 달려라, 소녀여 - 大川このみ 수상

### AIYFF 감독상
- 꿈꾸는 백수 임철수 - 양기원 수상

### AIYFF 기술상
- 약속 - 팽경정 수상

### AIYFF 심사위원특별상
- 밤의 인어 - 탁세웅 수상

### 본선진출작-한국
- 밤의 인어 - 탁세웅
- We are the one - 조한송
- 피노키오 - 장영석
- 그녀를 만나는 곳 100m 전 - 박규범
- 꿈꾸는 백수 임철수 - 양기원
- 천원짜리 관람차 - 김지영
- 170mm - 변성빈
- Ideal - 윤대원
- 진욱시대 - 오연주
- 가면 - 임일주
- 피아노 치기 좋은날 - 김혜인
- Sky is Blue - 김미수 외2명

### 본선진출작-중국
- 그때는 어렸다 - 矣님님
- 비밀통로 - 석설청
- 약속 - 팽경정
- 사랑의 빈칸 - 맥완산
- 자전거 - 왕혁응
- 나는 루돌프다 - 반혜가

### 본선진출작-일본
- Re:Rec - 藺暻펱冷
- Summer End Girlfriends - 市橋雄貴
- 올려다 보면 하얀 - 倒떼亶?
- 우울한 로켓 - 樊苟衿寧읠
- 날아라, 달려라, 소녀여 - 大川このみ